# Drymaeus henseli
Drymaeus henseli es una especie de molusco gasterópodo de la familia Bulimulidae en el orden de los Stylommatophora.

## Distribución geográfica
Es  endémica de Brasil.